# Arquidiócesis de Mombasa
La arquidiócesis de Mombasa (en latín: Archidioecesis Mombasaensis, en inglés: Roman Catholic Archdiocese of Mombasa y en suajili: Jimbo Kuu la Mombasa) es una circunscripción eclesiástica de la Iglesia católica en Kenia. Se trata de una arquidiócesis latina, sede metropolitana de la provincia eclesiástica de Mombasa. Desde el 9 de diciembre de 2014 su arzobispo es Martin Musonde Kivuva.

## Territorio y organización
La arquidiócesis tiene 38 000 km² y extiende su jurisdicción sobre los fieles católicos de rito latino residentes en los distritos de Mombasa, Kwale, Kilifi y Taita-Taveta, en la provincia Costera.
La sede de la arquidiócesis se encuentra en la ciudad de Mombasa, en donde se halla la Catedral del Espíritu Santo.
En 2019 en la arquidiócesis existían 57 parroquias.
La arquidiócesis tiene como sufragáneas a las diócesis de: Garissa y Malindi.

## Historia
La diócesis de Mombasa y Zanzíbar fue erigida el 8 de mayo de 1955 con la bula Ea sanctissima del papa Pío XII, obteniendo el territorio de la arquidiócesis de Nairobi.
El 12 de diciembre de 1964, debido al decreto Quo aptius de la Congregación de Propaganda Fide, tras una división con la que cedió parte de su territorio a la nueva administración apostólica de Zanzíbar y Pemba (hoy diócesis de Zanzíbar), asumió el nombre de diócesis de Mombasa.
El 9 de diciembre de 1976 cedió una parte de su territorio para la erección de la prefectura apostólica de Garissa (hoy diócesis de Garissa) mediante la bula Sacrosancta Christi del papa Pablo VI.
El 21 de mayo de 1990 fue elevada al rango de arquidiócesis metropolitana con la bula Cum Ecclesia Catholica del papa Juan Pablo II.
El 2 de junio de 2000 cedió otra porción de territorio para la erección de la diócesis de Malindi mediante la bula Ad provehendam del papa Juan Pablo II.

## Estadísticas
Según el Anuario Pontificio 2020 la arquidiócesis tenía a fines de 2019 un total de 375 780 fieles bautizados.
| Año                                                                             | Población            | Población | Población      | Sacerdotes | Sacerdotes    | Sacerdotes    | Bautizados por sacerdote | Diáconos permanentes | Religiosos | Religiosos | Parroquias |
| Año                                                                             | Bautizados católicos | Total     | % de católicos | Total      | Clero secular | Clero regular | Bautizados por sacerdote | Diáconos permanentes | Varones    | Mujeres    | Parroquias |
| ------------------------------------------------------------------------------- | -------------------- | --------- | -------------- | ---------- | ------------- | ------------- | ------------------------ | -------------------- | ---------- | ---------- | ---------- |
| 1970                                                                            | 62 646               | 936 000   | 6.7            | 52         | 5             | 47            | 1204                     |                      | 47         | 108        | 22         |
| 1980                                                                            | 81 790               | 1 289 000 | 6.3            | 52         | 15            | 37            | 1572                     |                      | 37         | 147        | 31         |
| 1990                                                                            | 140 000              | 1 339 000 | 10.5           | 51         | 28            | 23            | 2745                     |                      | 24         | 191        | 38         |
| 1999                                                                            | 167 610              | 1 829 190 | 9.2            | 60         | 32            | 28            | 2793                     | 1                    | 34         | 282        | 42         |
| 2000                                                                            | 179 220              | 1 632 000 | 11.0           | 63         | 36            | 27            | 2844                     | 1                    | 33         | 386        | 41         |
| 2001                                                                            | 220 000              | 1 924 000 | 11.4           | 68         | 42            | 26            | 3235                     | 1                    | 32         | 399        | 41         |
| 2002                                                                            | 220 650              | 1 924 500 | 11.5           | 70         | 43            | 27            | 3152                     | 1                    | 34         | 392        | 41         |
| 2003                                                                            | 197 100              | 1 999 405 | 9.9            | 75         | 49            | 26            | 2628                     | 1                    | 33         | 420        | 40         |
| 2004                                                                            | 235 700              | 1 804 652 | 13.1           | 70         | 43            | 27            | 3367                     | 1                    | 35         | 286        | 38         |
| 2013                                                                            | 323 000              | 2 214 000 | 14.6           | 116        | 68            | 48            | 2784                     |                      | 61         | 260        | 52         |
| 2016                                                                            | 346 382              | 2 374 309 | 14.6           | 113        | 70            | 43            | 3065                     |                      | 52         | 363        | 52         |
| 2019                                                                            | 375 780              | 2 576 630 | 14.6           | 119        | 77            | 42            | 3157                     |                      | 55         | 490        | 57         |
| Fuente: Catholic-Hierarchy, que a su vez toma los datos del Anuario Pontificio. |                      |           |                |            |               |               |                          |                      |            |            |            |

## Episcopologio
- Eugene Joseph Butler, C.S.Sp. † (26 de enero de 1957-27 de febrero de 1978 retirado)
- Nicodemus Kirima † (27 de febrero de 1978-12 de marzo de 1988 nombrado obispo de Nyeri)
- John Njenga † (25 de octubre de 1988-1 de abril de 2005 retirado)
- Boniface Lele † (1 de abril de 2005-1 de noviembre de 2013 renunció)
  - Emmanuel Barbara, O.F.M.Cap. † (1 de noviembre de 2013-9 de diciembre de 2014) (administrador apostólico)
- Martin Musonde Kivuva, desde el 9 de diciembre de 2014